# Milton Moses Ginsberg
Milton Moses Ginsberg (22 de setembre de 1935 - 23 de maig de 2021) va ser un director i editor de cinema estatunidenc. Va ser conegut per escriure i dirigir Coming Apart, una pel·lícula de 1969 protagonitzada per Rip Torn i Sally Kirkland, i The Werewolf of Washington protagonitzada per Dean Stockwell.

## Primers de la vida
Ginsberg va néixer al Bronx el 22 de setembre de 1935. El seu pare, Elias, treballava com a tallador al districte de la confecció; la seva mare, Fannie (Weis), era mestressa de casa. Va assistir a la Bronx High School of Science, abans d'estudiar literatura a la Columbia University, on es va graduar.

## Carrera

### Coming Apart
Ginsberg va dirigir el seu primer llargmetratge, Coming Apart, l'any 1969. Va protagonitzar Rip Torn com un psicòleg mentalment alterat que filma en secret les seves trobades sexuals amb dones. Sally Kirkland, que estava filmant simultàniament Futz! en aquell moment, també protagonitzava. La pel·lícula es va rodar en un apartament d'una habitació de 4.6 m × 5.2 m a Kips Bay Plaza, amb un pressupost de 60.000 dòlars. El rodatge va durar tres setmanes. Ginsberg va filmar tota la pel·lícula amb una configuració de càmera estàtica, d'una manera que simulava un estil de "fals documental" no construït, influenciat pel David Holzman's Diary de Jim McBride.:86
La recepció crítica va ser mixta. El crític de Life Richard Schickel va elogiar l'actuació de Torn, l'ús inventiu de la càmera i el so de Ginsberg i la representació "il·luminadora" d'una crisi esquizofrènica. El crític Andrew Sarris li va donar una crítica menys favorable, i la pel·lícula va ser un fracàs comercial. La pel·lícula va aconseguir més tard. un seguiment de culte entre crítics i cineastes.
En un volum de 1999 de Film Comment, Ginsberg va declarar:
| « | ... la pel·lícula tractava sobre un psiquiatre encastat en el seu propi reflex, utilitzant una càmera oculta per gravar la seva pròpia desintegració. La pel·lícula també parlava dels plaers i el preu de la promiscuïtat, i de la forma i la durada del mateix cinema, o això esperava. I fins a un punt que encara fa vergonya, es tractava de mi. Apropiat, el títol, Coming Apart.:4 | » |

### Treballs posteriors
El 1973, Ginsberg va escriure i dirigir la pel·lícula de terror satírica The Werewolf of Washington protagonitzada per Dean Stockwell. Evitant el minimalisme del seu llargmetratge anterior, Ginsberg va demostrar un estil de pel·lícula tècnicament més complex.
Després d'un diagnòstic de limfoma no Hodgkin l'any 1975, Ginsberg es va deprimir i es va retirar de la realització de cinema.Va tornar a dirigir el 1999 i el 2001, amb els curtmetratges The City Below the Line i The Haloed Bird.:6
Després del seu darrer llargmetratge, Ginsberg es guanyava la vida principalment com a editor de cinema i va guanyar per dos documentals guanyadors de l'Oscar, Down and Out in America i The Personals, entre d'altres. Va editar ambdues parts de la minisèrie Fidel (2002) pel director David Attwood.

## Vida personal
Ginsberg es va casar amb la pintora Nina Posnansky el 1983. Van romandre casats fins a la seva mort.
Ginsberg va morir el 23 de maig de 2021 al seu apartament de Manhattan. Tenia 85 anys i patia càncer abans de la seva mort.

## Filmografia
| Any  | Títol                                                        | Notes                | Ref.          |
| ---- | ------------------------------------------------------------ | -------------------- | ------------- |
| 1969 | Coming Apart                                                 | Director             | [ 11 ]        |
| 1973 | The Werewolf of Washington                                   | Guionista i director | [ 11 ]        |
| 1986 | Down and Out in America                                      | Editor               | [ 1 ]         |
| 1990 | Listen Up: The Lives Of Quincy Jones                         | Editor               | [ 11 ] [ 12 ] |
| 1995 | Catwalk                                                      | Editor               | [ 11 ]        |
| 1997 | Pronto                                                       | Editor               | [ 11 ]        |
| 1998 | The Personals: Improvisations on Romance in the Golden Years | Editor               | [ 11 ]        |
| 2000 | Sidney Poitier: One Bright Light                             | Editor               | [ 11 ]        |
| 2002 | Fidel                                                        | Editor               | [ 11 ]        |
| 2005 | A Father... A Son... Once upon a Time in Hollywood           | Editor               | [ 11 ]        |